# Station Miraumont
Station Miraumont is een spoorwegstation in de Franse gemeente Miraumont.

## Foto's

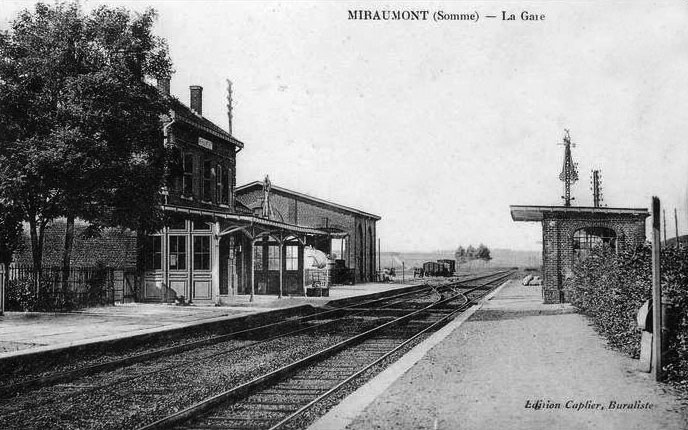